# جرب معمولی
جرب معمولی (نام علمی: Streptomyces scabies) نام یک گونه از سرده پیچیده‌قارچ است.